# Fluentni račun
Fluentni račun je formalizam za izražavanje dinamičkih domena u logici prvog reda. To je varijanta situacionog računa; glavna razlika je u tome što se situacije smatraju reprezentacijama stanja. Simbol binarne funkcije {\displaystyle \circ } se koristi za spajanje pojmova koji predstavljaju činjenice koje važe u datoj situaciji. Na primer, da je kutija na stolu u situaciji {\displaystyle s} predstavljena formulom {\displaystyle \exists t.s=on(box,table)\circ t}. Problem okvira se rešava tvrdnjom da je situacija nakon izvršenja radnje identična onoj od ranije, ali za uslove koje je radnja promenila. Na primer, akcija premeštanja kutije sa stola na pod je formalizirana kao:
{\displaystyle State(Do(move(box,table,floor),s))\circ on(box,table)=State(s)\circ on(box,floor)}
Ova formula navodi da se u stanje nakon poteza dodaje termin {\displaystyle on(box,floor)} i uklonjen termin {\displaystyle on(box,table)}. Aksiomi koji specificiraju da je {\displaystyle \circ } komutativno i neidempotentno su neophodni da bi takvi aksiomi funkcionirali.